# Signed, Sealed & Delivered
《Signed, Sealed & Delivered》는 스티비 원더의 열두 번째 스튜디오 음반으로, 모타운 레코드가 1970년 8월 7일에 발매했다. 이 음반은 빌보드 핫 100 강타한 네 개의 히트곡 〈Signed, Sealed, Delivered I'm Yours〉 (3위), 〈Heaven Help Us All〉 (9위), 〈Never Had a Dream Come True〉 (26위), 그리고 원더의 커버곡 비틀즈의 〈We Can Work It Out〉 (13위)을 수록되어 있다. 이 음반은 빌보드 200 차트에서 25위를 차지했고 R&B 음반 차트에서 7위를 했다.
이 음반은 원더의 첫 음반으로 프로듀서 크레딧을 받았지만 실제로는 두 곡만 프로듀싱하고 세 곡을 더 공동 프로듀싱했다. 그는 7개의 트랙을 작사 또는 공동 작사, 작곡했다.

## 반응
| 전문가 평가              | 전문가 평가 |
| 평가 점수                | 평가 점수   |
| 출처                     | 점수        |
| ------------------------ | ----------- |
| AllMusic                 | [ 1 ]       |
| Christgau's Record Guide | B+          |

1970년 《빌리지 보이스》의 리뷰에서 로버트 크리스트가우는 《Signed, Sealed & Delivered》는 결함이 있는 순간들을 가지고 있지만 모타운의 음반들은 거의 일관성이 없다고 말했다. 그는 이 음반이 "아주 오랜 시간 동안 남성 솔 가수에 의한 가장 신나는 LP이며, 모타운은 포함되지 않았다"고 결론 내렸다. 《롤링 스톤》의 빈스 알레티는 이 음반이 "다른 연주자의 작품 전체에서 찾을 수 있는 것보다 더 창의적인 노래를 담고 있다"고 말했다. 알레티는 비록 모든 곡들이 타이틀곡의 에너지와 일치하는 것은 아니지만, 이 음반에는 나쁜 곡이 없으며 다른 곡들의 "맛있고 방해받지 않는" 편곡을 공유하는 〈We Can Work It Out〉의 "특별한" 커버가 포함되어 있다고 느꼈다.
크리스트가우는 《빌리지 보이스》의 리스트에서 《Signed, Sealed and Delivered》를 1970년 열한 번째 베스트 음반으로 선정했으며, 이후 이 음반을 올해의 최고의 솔 음반으로 칭했다. 올뮤직의 론 윈은 회고적 리뷰에서 원더의 초점이 상업적 관심사보다는 사회적 이슈에 더 초점을 맞춘 것 같다고 언급하며 이 음반에 별 5개 중 3개를 주었고, 히트곡인 〈I Can't Let My Heaven Walk Away〉와 〈Never Had a Dream Come True〉 그리고 〈We Can Work It Out〉과 같은 곡들이 흥미로웠다.

## 곡 목록
| #  | 제목                                    | 작사·작곡                                        | 재생 시간 |
| -- | --------------------------------------- | ------------------------------------------------ | --------- |
| 1. | 〈Never Had a Dream Come True〉         | 스티비 원더, 헨리 코스비, 실비아 모이            | 3:13      |
| 2. | 〈We Can Work It Out〉                  | 존 레논, 폴 매카트니                             | 3:19      |
| 3. | 〈Signed, Sealed, Delivered I'm Yours〉 | 리 개럿, 룰라 메이 하더웨이, 원더, 시리타 라이트 | 2:41      |
| 4. | 〈Heaven Help Us All〉                  | 론 밀러                                          | 3:13      |
| 5. | 〈You Can't Judge a Book by Its Cover〉 | 코스비, 팸 소여, 원더                            | 2:32      |
| 6. | 〈Sugar〉                               | 돈 헌터, 원더                                    | 2:52      |

| #  | 제목                                | 작사·작곡                       | 재생 시간 |
| -- | ----------------------------------- | ------------------------------- | --------- |
| 1. | 〈Don't Wonder Why〉                | 레너드 캐스턴 주니어            | 4:54      |
| 2. | 〈Anything You Want Me To Do〉      | 헌터, 하더웨이, 폴 라이저, 원더 | 2:19      |
| 3. | 〈I Can't Let My Heaven Walk Away〉 | 조 힌튼, 소여                   | 2:53      |
| 4. | 〈Joy (Takes Over Me)〉             | 듀크 브라우너                   | 2:12      |
| 5. | 〈I Gotta Have a Song〉             | 헌터, 하더웨이, 라이저, 원더    | 2:32      |
| 6. | 〈Something to Say〉                | 헌터, 원더                      | 3:26      |